# B. Farkas Tamás
B. Farkas Tamás (Baja, 1937. december 19. – 2016. december 8.) magyar filmrendező. Felesége Kernács Gabriella művészettörténész.

## Életpályája
Szülei Farkas Ferenc és Lantos Ilona voltak. 1956-ban érettségizett a bajai III. Béla Gimnáziumban. 1957-1962 között az Országos Rendező Iroda színházi kisegítőjeként dolgozott. 1962-1965 között a Magyar Televízió asszisztense, gyártásvezetője volt. 1965-1969 között a Színház- és Filmművészeti Főiskola rendező szakán tanult. 1969-től a Magyar Televízió rendezője, majd főrendezője. 1992-ben nyugdíjba vonult.
Több mint 1000 képzőművészeti dokumentumfilmet, portréfilmet, ismeretterjesztő műsort készített.

## Filmjei
- TV Galériája – képzőművészeti, ismeretterjesztő sorozat (1970)
- Telegroteszk – magyar karikaturistákról szóló sorozat (1971)
- Én nem csinálok egyebet, csak festek…: Holló László (1972)
- Genezis: Szalay Lajos grafikusművész (1972)
- Balázs János vagyok…: Balázs János cigányfestő (1972)
- Hajlékot embernek: Kós Károly építész (1973)
- Síró angyal: Rekviem Ámos Imréért (1974)
- A bor terem az szőlőben… (1974)
- Földből lett házak (1975)
- Üzenet egy papírhajón: Szabó Vladimir festő (1976)
- Profán passió: Anna Margit festő (1977)
- Fehér izzásban: Tóth Menyhért élete (1978)
- Festő a labirintusban: Ország Lili (1980)
- A hét műtárgya – képzőművészeti, ismeretterjesztő sorozat (1982-)
- Fény-arc-kép: Jovánovics György szobrász (1986)
- Gyarmathy Tihamér világa (1988)
- Szorongó csend: Deim Pál festő (1988)
- Egy kiállítás anatómiája: Iparterv 1968-1969
- Emlékmű a 301-es parcellában – dokumentumfilm sorozat (1989-1992)
- Szalay Lajos 80 éves (1990)
- Oltárok a plasztikának: Melocco Miklós szobrai (1991)
- Mint a madár…: Haraszty (1992)
- Pillanatok a Hatvany-gyűjtemény történetéből (1994)
- Elrabolt műkincsek – képzőművészeti, dokumentumfilm sorozat (1994-1996)
- Történt valami?: Töredékek Farkas István festőről (1995)
- Látványtár-ház (1995)
- MC Magyarok Cselekedetei – ismeretterjesztő sorozat (1996-)
- Magyar hősök arcképcsarnoka: Somogyi Győző festő (1998)
- Táltos boronával: Földi Péter festő (1998)
- Hajlékot embernek… (1998)
- Századfordító magyarok: Aba-Novák Vilmos festő (2000)
- Századfordító magyarok: Mattis Teutsch János (2001)
- Jelenlét aranyban: Horváth Márton üvegei (2001)
- Az emlékezés tájain (2001)
- Korcsolyázás angyali segédlettel: Péreli Zsuzsa gobelinjei (2002)
- Föld és tűz: Schrammel Imre kerámiái (2003)
- Emlékjelek (2003)
- A katedrális kövei: Melocco Miklós szegedi 1956-os emlékműve (2005)
- Lézerfények a reneszánsz csarnokban: Csáji Attila festő (2006)

## Díjai, kitüntetései
- II. Magyar Képzőművészeti Filmszemle, Szolnok III. díj (1971)
- XIV. Miskolci Filmfesztivál, TV-film kategória I. díj (1973)
- V. Duna menti Folklórfesztivál Nemzetközi Népművészeti Filmszemléje, I. díj (1977)
- Képzőművészeti Filmszemle, Szolnok (1982) Szolnok város különdíja
- Képzőművészeti Filmszemle, Szolnok TV-film kategória I. díj (1982)
- IX. Magyar Gazdasági Filmszemle II. díj (1984)
- V. Országos Képzőművészeti Filmszemle, Szolnok Mozifilm-kategória I. díj (1985)
- Művelődésszervezői nívódíj (1988)
- VI. Magyar Képzőművészeti Filmszemle, TV-film kategória I. díj (1988)
- A MSZOSZ Művészeti Kulturális díja (1991)
- Balázs Béla-díj (1992)
- VII. Magyar Képzőművészeti Filmszemle, Szolnok III. díj (1993)
- Magyar Örökség díj (1998)